# فرنسيسكو رودريغيز
فرنسيسكو رودريغيز (بالإسبانية: Francisco Javier Rodríguez Vílchez) (17 يونيو 1978 ألمرية إسبانيا - ) هو لاعب كرة قدم إسباني يلعب كمهاجم.